# Астапенко Змітрок
Змітро́к Оста́пенко  (Дмитро Омелянович, 10 листопада 1910 — жовтень 1944) — білоруський поет.
Автор вірша «Тарасові Шевченку» (1928) — про видатну роль Шевченкової творчості в єднанні білоруської й української літератур.
У 1933 заарештований і засуджений за справою «Беларускай народнай грамады» як «член контрреволюційної організації». Звільнений у червні 1935 року. У 1936 році — повторний арешт, а 1937 року засуджений на 8 років ув'язнення за «антирадянську діяльність».
Можливо, звільнений у 1942 році. За офіційною версією, у 1944 році, у складі відділення розвідників був закинутий до Словаччини, де й загинув 7 жовтня 1944 году. За деякими версіями, його бачили живим після війни.

## Творчість
Дебютував віршами в 1926 році. Автор збірок поезії «На схід сонця» (1931), «Країні» (1931), «Обурені» (1932), книжки-малюнки для дітей «Трактор» (1933), збірка «Як шум дощу» друком не вийшла, збереглися тільки гранки. Писав оповідання.
Вже по смерті письменника, після його реабілітації, було перевидано частину його віршів: «Вибране» (1957, включена поема «Едем»), «Вірші й поеми» (1968).
Змітрок Остапенко стояв біля витоків білоруської науково-фантастичної літератури як автор науково-фантастичного роману «Звільнення сил» (журнал «Маладняк», 1932)